# Llambi Gegprifti
Llambi Gegprifti (* 14. Februar 1942 in Pogradec; † 1. Mai 2023) war ein albanischer Politiker der Partei der Arbeit Albaniens (PPSh).

## Biografie
Auf dem 6. Parteitag der PPSh im November 1971 wurde Gegprifti zum Kandidaten des Zentralkomitees (ZK) der PPSh gewählt.
Im Zuge der Absetzung langjähriger einflussreicher militärischer Führer wie Verteidigungsminister Beqir Balluku, Vize-Verteidigungsminister und Chef des Generalstabes Petrit Dume sowie des Chefs der Politischen Hauptverwaltung der Streitkräfte Hito Çako im Juli 1974 wurde er selbst Vizeminister für Verteidigung. In dieser Funktion befasste er sich insbesondere mit den wirtschaftlichen Ressourcen und dem Management der Streitkräfte. Damit gehörte er neben Hekuran Isai, Pali Miska und Qirjako Mihali zu einer neuen Führungsgeneration innerhalb der Partei.
Im Juni 1975 wurde er als Nachrücker zum Kandidaten des Politbüros der PPSh gewählt. Diese Funktion hatte er bis zur Auflösung der PPSh im Juni 1991 inne.
1978 wurde er erstmals Abgeordneter der Volksversammlung (Kuvendi Popullor) und gehörte dieser in der neunten bis zur elften Wahlperiode an.
Als im April 1980 die Benennung eines Nachfolgers von Verteidigungsminister Mehmet Shehu anstand, der weiterhin Ministerpräsident blieb, wurde Gegprifti trotz seiner Funktion als Vizeverteidigungsminister nicht zum Verteidigungsminister ernannt, sondern der bisherige langjährige Innenminister Kadri Hazbiu. Diese Ernennung erging aufgrund der Entscheidung des Ersten Sekretärs der PPSh Enver Hoxha und Shehu, die das wichtige Verteidigungsministerium nicht den jüngeren Vizeministern Gegprifti, Nazar Berberi, Maliq Sadushi oder Veli Llakaj anvertrauen wollten.
Am 15. Januar 1982 erfolgte jedoch seine Berufung zum Minister für Industrie und Bergbau in der ersten Regierung von Ministerpräsident Adil Çarçani. Diese Funktion hatte er jedoch nur bis zum 23. November 1982 inne. Zwischen 1986 und 1987 war er erstmals Vorsitzender des Exekutivkomitees des Volksrates des Kreises Tirana.
Vom 20. Februar 1987 bis zum 2. Februar 1989 war er erneut Minister für Industrie und Bergbau in der dritten Regierung Çarçani. Im Anschluss war er bis 1990 erneut Vorsitzender des Exekutivkomitees des Volksrates des Kreises Tirana.
1993 wurde gegen Gegprifti und neun weitere ehemalige hochrangige Funktionäre (Muho Asllani, Besnik Bekteshi, Foto Çami, Hajredin Çeliku, Vangjel Çërrava, Lenka Çuko, Qirjako Mihali, Pali Miska und Prokop Murra) Anklage wegen Bereicherung an öffentlichen Geldern erhoben. Wegen dieser Straftaten kam es schließlich durch ein Gericht in Tirana zu folgenden Verurteilungen zu Freiheitsstrafen: Mihali und Gegprifti jeweils acht Jahre, Miska und Çuko jeweils sieben Jahre, Çami, Çeliku und Bekteshi jeweils sechs Jahre sowie Çërrava, Murra und Asllani jeweils fünf Jahre.
Im Juli 1996 wurde gegen Gegprifti, Çuko und Irakli Vero sowie andere erneut Anklage erhoben wegen deren Tätigkeiten als 1. Sekretäre der PPSh im Kreis Tirana, Lushnja und Fier. Im September 1996 verurteilte das Gericht Gegprifti zu 20 Jahren, Vero zu 16 Jahren und Çuko zu 15 Jahren Freiheitsstrafe. Die sechs weiteren Angeklagten erhielten ebenfalls Freiheitsstrafen zwischen 15 und 20 Jahren. Das Oberste Gericht Albaniens bestätigte diese Verurteilungen im November 1996.